# 入生田站
入生田站（日语：／ Iriuda eki */?）是位於神奈川縣小田原市入生田，屬於小田急箱根鐵道線（箱根登山電車）的鐵路車站。車站編號是OH 50。

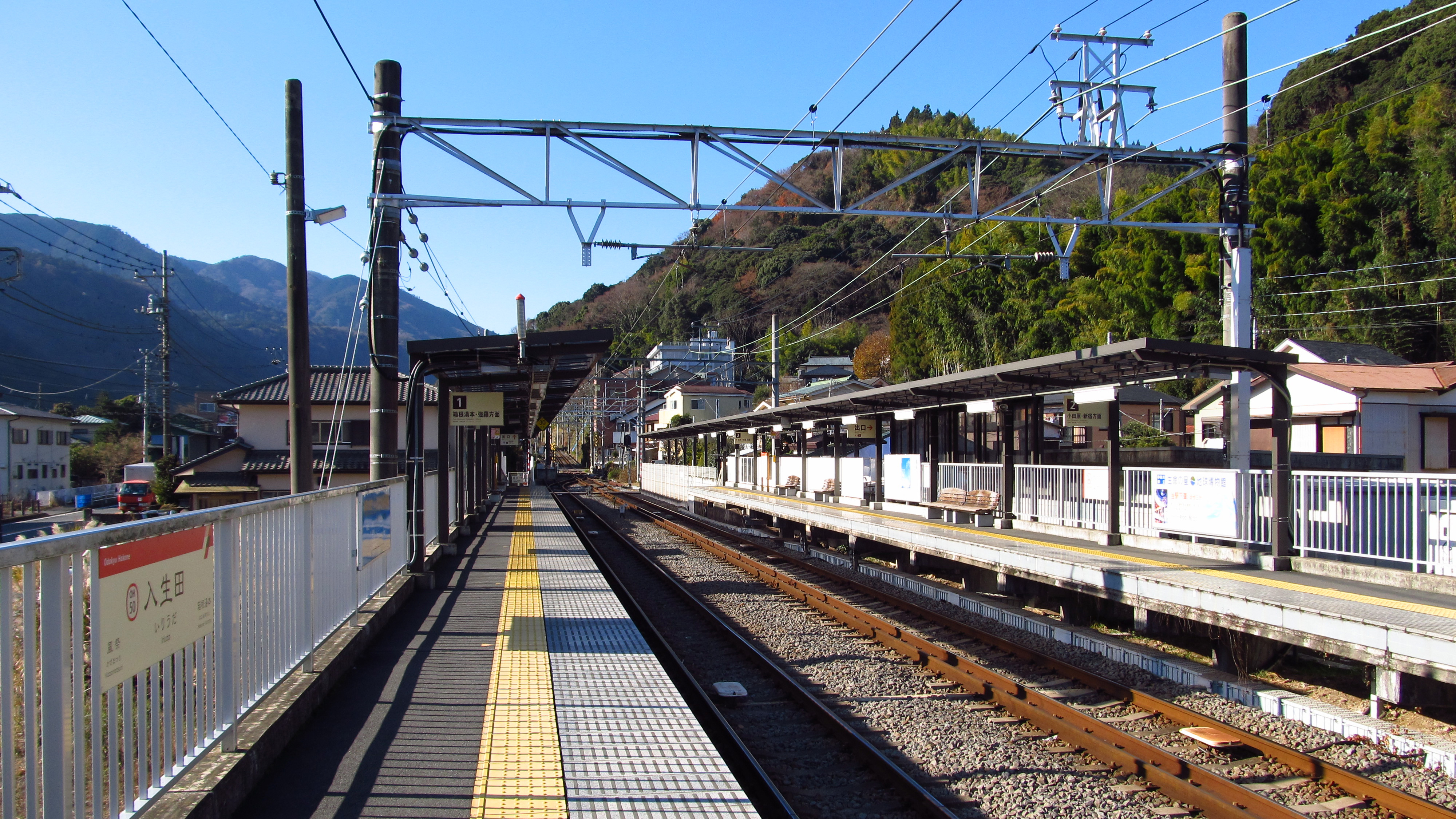
月台（2017年12月）

## 概要
標高原為66米，2013年經再次勘定高度後更改為54米。車站旁是停泊標準軌列車的入生田車廠，行走箱根湯本站～強羅站的標準軌列車會在此停泊及進行各項維修保養事宜，相關列車會沿上行3軌路段，通過2號月台再進入至車廠，而由此站起至箱根湯本站亦採用3軌路段，同時容許標準軌及窄軌列車通過。
和箱根板橋站一樣，本站於平日大部份時間，均被安排作上、下行列車交換的車站，兩邊月台列車會同時間開出。

## 車站結構
設有單層木製站舍一座，屬於小型規模，左側為車站入口及閘口；右側為站務室、服務櫃位及自動售票機。閘口裝有對應PASMO車票的感應器。儲物櫃則放置於站舍外圍左側處。通過閘口後，直行並沿數級樓梯可到達往小田原方向的2號月台；右轉可到達洗手間，以及經平交道橫過路軌至對面的1號月台。
設有側式月台2個，可提供2線2面的配置，過往有效長度為6輛，但因應車站改善工程，向箱根湯本方向的約1節月台被改為無斜道斜道，而向風祭站方向的1節長度則加設了欄杆，令整體有效長度減至5輛。此外，靠近站舍的為2號月台，而非日本大部份的鐵路車站慣常用的1號月台，屬標準軌及窄軌兼容的路軌，亦是通往入生田車廠的唯一途徑，標準軌列車基本上不會在此上落乘客；對面的1號月台，則只容許窄軌電車通過。
月台設施方面，1號月台只於斜道旁設有2張候車座椅而已，月台上蓋則覆蓋斜道及首2節車廂；2號月台亦只設有4張候車座椅，月台上蓋則覆蓋斜道及最後2節車廂。
標高原為66米，2013年經再次勘定高度後更改為54米。
車站旁是停泊標準軌列車的入生田車廠，行走箱根湯本站～強羅站的標準軌列車會在此停泊及進行各項維修保養事宜，相關列車會沿上行3軌路段，通過2號月台再進入至車廠，而由此站起至箱根湯本站亦採用3軌路段，同時容許標準軌及窄軌列車通過。
和箱根板橋站一樣，本站於平日大部份時間，均被安排作上、下行列車交換的車站，兩邊月台列車會同時間開出。

### 月台配置
| 月台 | 路線         | 方向 | 目的地             | 備註                     |
| ---- | ------------ | ---- | ------------------ | ------------------------ |
| 1    | 箱根登山電車 | 下行 | 箱根湯本、強羅方向 | 強羅方向需於箱根湯本轉乘 |
| 2    | 箱根登山電車 | 上行 | 小田原、新宿方向   |                          |

## 歷史
- 1935年10月1日：開業。
- 2006年3月18日：小田原～入生田間的三軌路段改回只容窄軌列車通行，1號月台的標準軌第三線被拆去，但2號月台因通往車庫，得以保留。

## 使用情況
| 年度   | 1日平均 乘車人數 |
| ------ | ---------------- |
| 1998年 | 796              |
| 1999年 | 715              |
| 2000年 | 721              |
| 2001年 | 728              |
| 2002年 | 643              |
| 2003年 | 671              |
| 2004年 | 668              |
| 2005年 | 677              |
| 2006年 | 661              |
| 2007年 | 651              |
| 2008年 | 613              |
| 2009年 | 609              |
| 2010年 | 588              |
| 2011年 | 582              |
| 2012年 | 603              |
| 2013年 | 565              |
| 2014年 | 560              |

## 相鄰車站
小田急箱根
 鐵道線（箱根登山電車）

■各站停車
風祭（OH 49）－入生田（OH 50）－箱根湯本（OH 51）

## 外部連結
- 入生田站 （页面存档备份，存于） - 小田急箱根